# Parakou Airport
Parakou Airport är en flygplats i Benin.   Den ligger i departementet Borgou, i den centrala delen av landet, 300 km norr om huvudstaden Porto-Novo. Parakou Airport ligger 392 meter över havet.
Terrängen runt Parakou Airport är huvudsakligen platt. Parakou Airport ligger uppe på en höjd. Runt Parakou Airport är det tätbefolkat, med 319 invånare per kvadratkilometer.. Närmaste större samhälle är Parakou, 2,1 km sydost om Parakou Airport. 
Trakten runt Parakou Airport består till största delen av jordbruksmark.